# Коч, Экин
Экин Коч (род. 21 июня 1992 г.) — турецкий теле- и киноактёр и музыкант.

## Биография
Коч уехал изучать бизнес-администрирование (английский) в Стамбульский университет Билги и начал изучать социологию онлайн-образования. Он окончил театральный факультет Академии 35 Бучук центра искусств и брал уроки у Алтана Гёрдюма и Вахиде Перчин.
У Коча была его первая и главная роль в фантастическом телесериале Sana Bir Sır Vereceğim («Я открою вам секрет»), в котором он сыграл молодого человека с силой невидимости по имени Тилки — Кыванч Гюндогду. Эта роль стала его большим прорывом с его первой партнёршей Демет Оздемир. Он и актёрский состав телесериала Sana Bir Sır Vereceğim исполнили песню «Sevsek Mi?», которая вошла в альбом Бора Ченгиза. Позже он сыграл «Сейфи Яшар» в историческом сериале "Беним Адым Гюльтепе" («Меня зовут Гюльтепе»).
Его первым фильмом был "Сенден Бана Калан" («Что от тебя осталось»), который является адаптацией корейского фильма «Первая любовь миллионера». Он сыграл главную роль «Озгюр Арыджа», за которую получил специальную премию Айхана Ишика. Вскоре после этого он сыграл одноглазого солдата «Мехмеда» в британском фильме "Али и Нино", в котором Мария Вальверде и Адам Бакри были ведущими актёрами. Фильм является экранизацией романа Курбана Саида (1937), премьера которого состоялась на кинофестивале «Сандэнс». Экин Коч привлёк международное внимание своей ролью «султана Ахмеда I», 14-го султана Османской империи, Muhteşem Yüzyıl: Kösem, основанный на реальных событиях.
В 2017 году он принял участие в сериале Hayat Sırları («Тайны жизни»), в котором сыграл Бурака Озёра, успешного кинорежиссёра-идеалиста, у которого страстная, но непростая история любви с Сехер Кузгун, адвокатом, которого он познакомился во время учёбы в университете. Он также сыграл персонажа Каана в четвёртом эпизоде (названном «Eşitlik» — «Равенство») сериала 7 Yüz, который транслировался на интернет-платформе BluTV.

## Фильмография
| фильм                | фильм                           | фильм                   | фильм                    |
| Год                  | Заголовок                       | Роль                    | Примечание               |
| -------------------- | ------------------------------- | ----------------------- | ------------------------ |
| 2015                 | Сенден Бана Калан               | Озгюр Арыджа            |                          |
| 2016                 | Али и Нино                      | Мехмед                  |                          |
| 2018                 | Бизим Ичин Чемпион              | Халис Караташ           |                          |
| телевизионный сериал |                                 |                         |                          |
| Год                  | Заголовок                       | Роль                    | Эпизоды                  |
| 2013-2014 гг.        | Сана Бир Сыр Вереджегим         | Тилки — Кыванч Гюндогду | Ведущая роль             |
| 2014                 | Беним Адим Гюльтепе             | Сейфи Яшар              | Ведущая роль             |
| 2015-2016 гг.        | Великолепный век: Империя Кёсем | Султан Ахмед            | Ведущая роль             |
| 2017                 | 7 юз                            | Каан Айкар              | Ведущая роль в эпизоде   |
| 2017−2018 гг.        | Хаят Сырлары                    | Бурак Озёр              | Ведущая роль             |
| 2019                 | Бозкир                          | Нури Памир              | Мини-сериал/Главная роль |
| 2020                 | Правопреемство                  | Кадир                   | Появление гостя          |
| 2020−2021 гг.        | Уяныш: Бююк Сельчуклу           | Ахмед Сенсер            | Ведущая роль             |
| 2021-2022            | Уч Куруш                        | Эфе                     | Ведущая роль             |